# Pied-de-Borne
Pied-de-Borne ist eine französische Gemeinde im Département Lozère in der Region Okzitanien. Sie gehört zum Arrondissement Mende und zum Kanton Saint-Étienne-du-Valdonnez. Sie liegt auf ca. 280 Metern Höhe und hat 197 Einwohner (Stand 1. Januar 2022).

## Geographie
Pied-de-Borne ist die östlichste Gemeinde des Départements Lozère. Sie liegt am Zusammenfluss des Chassezac mit der Borne im südlichen Zentralmassiv in der Region Cevennen.

## Bevölkerungsentwicklung
| Jahr      | 1962 | 1968 | 1975 | 1982 | 1990 | 1999 | 2007 | 2018 |
| Einwohner | 200  | 344  | 278  | 246  | 207  | 197  | 210  | 180  |